# Ереник
Ереник (алб. Erenik; серб. Ереник, также Рибник) — река, протекающая в Косове. Берёт своё начало на северном склоне горного хребта Юник, входящего в массив Проклетие на западе Косова у границы с Албанией. Водоисточником реки является озеро Джяравица. Протекая в юго-восточном и южном направлениях 51 км (32 миль), впадает в Белый Дрин недалеко от города Джяковица. Площадь водосборного бассейна — 516 км².
У села Бистражин через Ереник перекинут Терзийский мост, являющийся памятником культуры Сербии исключительного значения.

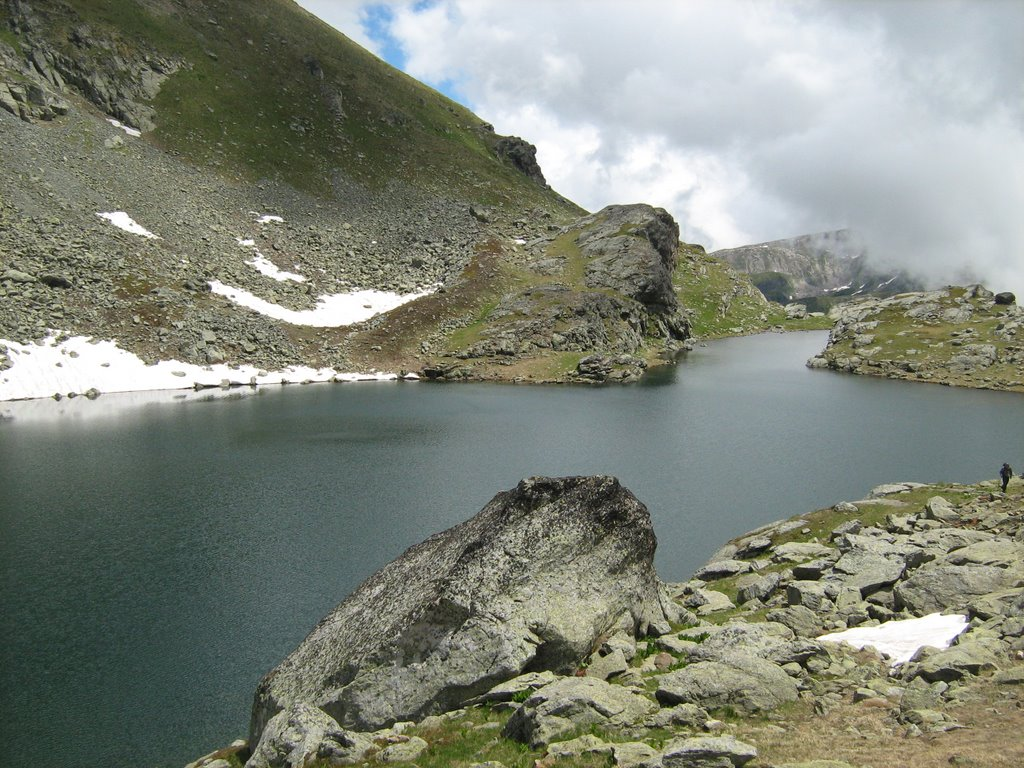
Озеро Джяравица и исток реки Ереник
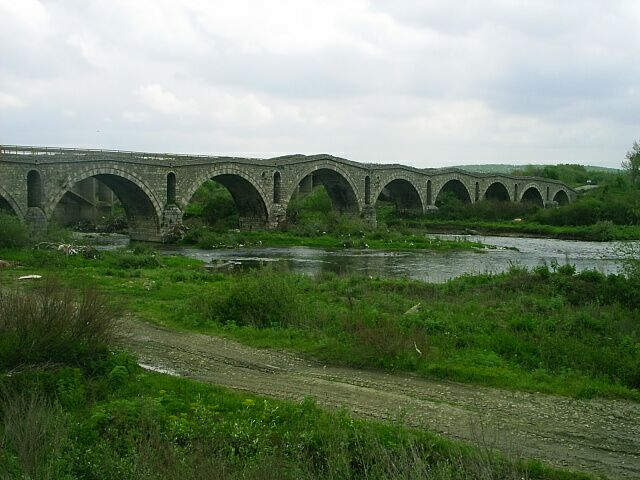
Терзийский мост пересекает реку Ереник